# Acacia flabellifolia
Acacia flabellifolia é uma espécie de leguminosa do gênero Acacia, pertencente à família Fabaceae.